# 정원식 폭행 사건
정원식 계란 투척 사건(鄭元植-事件) 또는 외대 사태(外大事態)는 1991년 6월 3일 오후 18:30분 경 한국외국어대학교 교육대학원 강당에서 당시 국무총리 서리에 임명되어 교수직을 사퇴하는 정원식(鄭元植)에게 달걀, 밀가루, 페인트, 짱돌, 소주병, 맥주병, 유리조각, 인분 등을 집단으로 투척한 사건이다. 전두환 정권에서 문교부 장관을 지냈던 그는 서울대학교와 덕성여자대학교, 한국외국어대학교 교육대학원의 시간강사로 재직하고 있었다.
이는 그가 문교부 장관으로 있을 때 전교조를 불법화하고 전교조 인사들의 구속과 불이익 조치를 취한 데 대한 학생 운동권의 집단 반발이었다. 전교조 불법화 문제와 강경대 치사 사건과 학생운동가들의 연이은 분신 자살 사건, 경찰의 과잉 진압으로 인해 시위대의 인파에 압사한 김귀정 사건이 연이어 터지면서 학생운동권의 정부, 문교부 당국에 대한 반감은 거셌고, 전교조 불법화와 전교조 소속 교사들의 집단 해고를 강행한 정원식은 운동권 학생들의 표적이 되었다. 당시 달걀과 밀가루, 페인트를 뒤집어 쓴 정원식의 사진이 동아일보와 조선일보의 1991년 6월 4일자 기사 헤드라인에 대문으로 보도된 데 이어 대한민국, 일본, 미국, 프랑스, 캐나다 등에 대대적으로 보도되었다. 6·3 외대 사태, 외대 계란 사건 등으로도 부른다. 이는 당시의 운동권 세력들이 중국의 문화혁명사건에 영향을 받은 것으로 추정된다.

## 사건 전

### 원인
문교부장관에서 물러난 정원식은 한국외대 교육대학원에서 강사로 출강하였으며 아프리카 대륙 순방 중 1991년 5월 24일 국무총리 서리가 되었다.
그가 총리 서리로 지명되기 두 달 전에는 당시 명지대 1학년 강경대 학생이 시위 도중 전투경찰에게 맞아 숨졌을 때였다. 그리고 그 뒤 1주일에 한 명 꼴로 각 대학 학생들이 분신하면서 매주 토요일에는 정권 타도를 위한 시위가 서울시내 한복판에서 열렸었고 급기야 당시 성균관대 4학년인 김귀정이 역시 시위 도중 숨지는 사고가 발생, 학생들의 분노가 극에 달했던 시점이었다. 전교조 불법화에 반대한 대학생들의 집단 시위와 강경대 사건과 이후의 연쇄 분신사건, 시위 도중 피신하다가 김귀정이 같은 시위대에 의해 깔려 압사당해 죽으면서 정부와 교육부 장관인 정원식에 대한 증오와 반감은 고조되었다.

### 배경
1991년 5월 24일 정원식은 국무총리 서리로 임명되고, 6월 3일 한국외국어대학교 교육대학원에서 마지막 강의를 하기로 하였다. 그는 그해 3월 14일 문교부 장관을 퇴직한 이후, 모교인 서울대학교를 비롯한 국내 각 대학에서 총장 자리를 제의하였으나 모두 고사하였고, 1991년 3월 4일부터 서울대학교 명예교수와 동덕여자대학교 심리학 시간강사, 한국외국어대학교 교육대학원 교육학 시간강사로 활동하였다. 그 뒤 5월 24일에 국무총리 서리로 내정되었다.
그는 문교부 장관 재직 중 전국교직원노동조합(전교조) 불법화 선언과 함께 전교조에 결성에 참여한 오종렬외 1500명의 교사들을 해직, 파면시켰으며, 이에 반발하여 학원민주화를 요구하며 수업을 거부한 세종대학교 학생들을 모조리 징계, 유급조치, 퇴학 등을 가했다. 그 뒤 조치를 완화시켜 세종대학교 학생들을 모두 복교시켰지만 유급과 징계, 정학을 가한다. 1500명의 전교조 관련 교사 해임과 파면, 징계에 대한 반발과 증오, 강경대의 경찰 폭행치사 사건 이후 연이어 터진 김귀정(金貴井)의 시위대 압살 사망 사건으로 학생운동가들은 정원식 퇴진 데모와 반 정원식 시위, 정원식의 허수아비와 마네킹을 놓고 정원식 화형식 등을 집행하기도 했다.
6월 취임을 앞두고 마지막 강의 일정이 잡히면서 당시 학생 운동가들은 정원식 공격을 계획했으나, 관련 소문이 새어나가 정원식 공격설이 사전에 시중에 유포되어 있었고, 정원식에게도 학생 운동가들의 테러가 우려된다며 가족이나 수행원을 동반해서 가라는 주변의 건의가 있었으나 정원식은 수행원 없이 단출하게 강의를 하러갔다.

## 경과

### 사건 직전
1991년 5월 24일 정원식은 국무총리 서리로 임명되었으나 그에게는 각 대학마다 주간 야간 각각 6시간의 강의가 있었다. 정원식은 약속을 지키겠다며 덕성여자대학교, 서울대학교, 한국외국어대학교 교육대학원 등에 강사로 출강하였다. 그리고 6월 3일 오후 18:30 경 한국외국어대학교 교육대학원에서 마지막 강의를 마치고 교수대기실에 대기 중이었다. 학부학생들에 의하여 달걀 및 밀가루 세례와 함께 주먹질과 발길질을 당하는 등 집단폭행을 당했다.
6월 3일 오후 18:30분경부터 정원식 국무총리서리는 한국외국어대에서 마지막 강의를 마치고 나오다가 학생들에게 밀가루·달걀 세례를 받았다. 이는 그가 문교부 장관으로 있을 때 전교조를 불법화하고 전교조 인사들의 구속과 불이익 조치를 취한 데 대한 학생 운동권의 반발이었다.
오후 6시 30분 정원식이 한국외국어대 교육대학원에서 마지막 강의를 하고 있던 도중, 갑자기 교내 방송을 통해 정원식을 규탄하는 방송이 흘러나왔다. 이날 외대 학생회는 미리 준비한 전문을 들고 교내방송국을 장악, 방송을 통해 "학우 여러분, 전교조 선생님들을 학살한 정원식이 지금 우리 학교에 와있습니다"라고 알렸다. 이어 이한열, 강경대 사건, 학생들 분신 사건, 김귀정 압사 사건에 대한 내용을 언급하다가 정원식을 규탄하는 구호를 계속 외쳤다.
당황한 정원식은 강의 도중 주변이 소란해지자 백분 강의를 50분으로 단축해서 서둘러 끝내고 나와 교수실로 갔다. 교수실로 가던 중 강의실 복도와 계단에 있던 200~300여 명의 한국외국어대학교 운동권 학생들이 "외대의 수치다, 정원식을 몰아내자"고 외치며 미리 준비한 날달걀과 찐달걀, 자갈돌, 밀가루, 모래, 검은색 페인트를 투척했다. 학생들은 이어 "참교육 죽이더니 김귀정을 또 죽였다", "강경대를 살려내라", "분단의 원흉 정원식은 물러가라"등의 구호를 외치며 시위를 하였다. 운동장에서는 정원식의 마네킹과 사진, 장면의 마네킹과 사진 등이 준비된 뒤 '대통령 특사로 외국을 돌아다니며 남한의 유엔 단독가입을 구걸하러 돌아다닌 분단고착화의 원흉'이라는 선언서 낭독과 함께 준비된 쇠파이프와 돌, 오재미로 난타당한 뒤 바로 화형식에 처해졌다.

### 구타 사태
강의를 마친 정원식은 분노한 학생들과 마주쳐야 했고, 학생들을 피해 교수실에 들어갔다. 학생들은 교수실과 학교 밖에서 정원식이 문교부 장관 재직당시 '91년 전교조 1천여명의 목을 자른 살인마이며, 군사독재자의 앞잡이, 대통령 특사로 외국을 돌아다니며 남한의 UN단독가입을 구걸하러 돌아다닌 분단고착화의 원흉'이라며 정총리가 피신한 강의실 밖에서 농성을 하였다. 정총리는 학생들이 농성하는 동안 문을 열고 학생들을 향해 교사는 정치적이어서도 안되고 노동자일 수도 없다며 '전교조 문제에 대한 내 소신에는 지금도 변함이 없다'고 외쳤다.
그러자 이내 달려온 운동권 학생들에 의해 정원식은 멱살을 잡히고 팔을 비틀린 뒤 18:30분경 교수실에서 강제로 끌려나가 418호 강의실 앞에서 넘어진 뒤 집단 구타를 당했다. 정원식 교수를 수행하던 수행원과 조교들 역시 이를 막다가 운동권 학생들에게 집단구타를 당하고 만다. 당시에 학생들은 '전교조 선생님과 강경대, 김귀정이를 죽인 살인마'와 '귀정이 살려내라', '강경대 살려내라', '전교조 선생님들을 살려내라', '대통령 특사로 외국을 돌아다니며 남한의 유엔 단독가입을 구걸하러 돌아다닌 분단고착화의 원흉'이라는 구호를 외치며 정원식에게 달걀과 페인트와 밀가루를 던졌다. 이어 유리 조각, 소주병, 맥주병, 자갈돌 등이 날아왔고 화장실에서 누군가 가져온 인분 역시 정원식에게 던져졌다.
정총리는 달걀과 밀가루, 페인트, 모래가루 등으로 범벅이 되었고, 이어 학생 50~60여 명은 경호원과 조교들을 구타해서 쓰러트려 정원식로부터 떼어낸 뒤 정원식의 멱살과 넥타이를 잡고 주변을 감싼 뒤, 정총리의 목덜미와 팔을 잡아 끌고 대학원건물 1층으로 끌어 내리면서 "살인마", "김귀정"이를 죽인 놈이라고 외치면서 등을 발로 차고 주먹으로 허리를 찼다. 이어 운동장에 이르러 정원식이 넘어지자 집단으로 발로 밟고 주먹으로 때렸다. 운동장에서 집단 구타를 당한 뒤, 주동자들이 한발 물러서자 학생들은 달걀 200여개를 던지고 밀가루를 뿌렸으며 페인트, 소주병, 맥주병, 자갈돌 등을 정원식을 향해 던졌다. 이어 정원식의 수행원과 일부 비운동권 학생들, 학과 조교 등이 달려나와 정원식을 감쌌다. 그러나 학생들의 밀가루, 달걀, 페인트, 유리병, 유리조각 세례는 계속되었고, 정원식은 수행자들에 의해 스티로폼 아이스박스 덮개로 얼굴을 가리고 겨우 외대 교문밖으로 빠져나갔다.
정원식은 학생들로부터 밀가루와 달걀 세례를 받은 뒤 황급히 학교를 빠져나갔다. 그러나 소주병, 맥주병, 인분 등이 투척되는 장면이 기자들과 보수세력에게 띄게 되었고 이는 대대적으로 보도, 확산되었다.
당시 학생들은 강단을 내려오며 교문까지 나가는 정원식을 향해 달걀, 페인트, 밀가루, 소형 자갈돌, 오재미, 진로 소주병, 맥주병, 인분 등을 던졌다. 그는 얼굴과 온몸에 깨진 달걀과 밀가루, 페인트, 모래를 뒤집어 쓰고 밀가루로 뒤범벅이 되어 교문을 나섰다. 그의 마지막 강의를 촬영하러 온 신문사와 방송 기자들은 밀가루, 달걀, 페인트를 뒤집어 쓴 그의 모습을 방송과 호외로 내보냈다. 그러나 '전교조 문제에 관한 한 나의 소신은 지금도 변함이 없다' 고 말했다.

### 경과
정원식과 수행원들, 조교들 등은 대학원 건물을 빠져나온 뒤 교문까지 도착했지만, 이미 교문 근처에 숨어있던 운동권 학생들이 나타나 학교 안으로 다시 끌고들어가려고 몸싸움을 벌였다. 이때 내부, 외부에 있던 기자들과 누군가의 신고를 받고 출동한 전경들의 도움으로 겨우 정문 오른쪽을 열고 정원식을 내보냈으며, 운동권 학생 3명이 인파들 틈을 비집고나와 교문을 나서는 정원식을 향해 다시 발길질을 하였다. 수행원들과 기자들, 전경들, 학생들이 뒤엉킨 중에 정원식과 그의 수행자들은 지나가던 택시를 몇대 잡아타고 외국어대를 떠났다.
당일 저녁부터 한국 사회 분위기는 일순간 반전되었다. 총리의 외대 방문에는 수십 명의 기자들이 동행하였고, 그날 학생들의 행동은 고스란히 신문과 TV에 전해졌다. 다음날 각 조간신문에는 달걀과 밀가루 세례로 범벅된 정원식씨가 마치 집단구타를 당한 뒤의 모습인양 정신을 차리지 못하는 사진이 대문짝만하게 1면 톱으로 실렸다.

### 언론의 보도
동아일보와 조선일보는 1991년 6월 4일자 기사와 6월 5일자 기사 헤드라인에 달걀과 페인트, 밀가루로 뒤범벅이 된 정원식의 사진을 대문으로 내보냈다. 그 과정에서 학생들의 구타와 폭행, 유리조각과 콩주머니, 인분, 술병 관련 내용까지 길고 상세하게 서술했고 이는 대내외에 이슈가 되었다.
정원식 총리 한 사람이 외대 학생들에게 당한 봉변의 반작용은 이렇게 크게 그리고 빠르게 나타났다. 그러나 정작 당시 언론에 의해 '피해당한 스승'이었던 정원식 총리의 입에서 학생들에게 관용을 베풀고 싶다는 얘기는 들리지 않았다.
피해 당사자인 정원식씨는 정작 아무런 언급도 하지 않은 채 일부 보수언론을 중심으로 학생들의 당시 행동은 물론 과거 시위 등에 대한 모든 일들을 싸잡아 비난하기 시작하였고, 이것이 극적으로 전체 사회의 여론으로 발전한 것이다. 유교이데올로기가 잔존했던 사회 분위기를 이용, 당시 보수 세력은 스승이 집단으로 폭행, 투석, 구타를 당했다는 사실과 유리병과 소주병, 맥주병, 인분에 대한 것을 크게 언급하며 공론화시켰다.
이 과정에서 사태가 일파만파로 번지면서 정원식은 직접적인 언급은 피하였다.

## 정부의 대응
사건 직후 전투경찰을 한국외국어대학교에 배치하였다. 6월 4일 노태우 대통령은 한국외국어대학교 사건에 대한 분노와 개탄을 금할 수 없다, 인륜이 땅에 떨어졌다며 특별 대책을 주문했다. 윤형섭 교육부 장관에게서 정원식의 달걀 사건에 대한 보고를 접한 노태우는 "스승의 마지막 강의를 폭력으로 짓밟은 오늘의 학원폭력 상황에 개탄을 금할 수 없다"며 바로 관계자를 소집한다. 노태우 대통령은 6월 4일 각부 장관과 경찰, 검찰, 문교부 인사들을 소집한 자리에서 "사회적 윤리와 도덕성, 인성을 회복하고 학원가에 만연한 그릇된 풍토들을 바로잡을 수 있는 근본적 대책을 마련해야 된다"라고 지시했다.
6월 4일 오후 국무총리실 대접견실에서 최각규 부총리 주재로 국무위원 특별 간담회를 개최하고, 최각규 부총리는 "정원식 총리서리 폭행 사건은 단순한 학원폭력이 아니라 국가와 정부, 인륜에 대한 폭력'으로 규정, 관련 부처별로 장, 단기 대책을 세우기로 결정했다. 그런데 당초 노태우 정부는 경찰 수사선에서 마무리지으려 하였으나 보수단체들의 시위로 검찰수사로 사건을 확대했다.
6월 4일 오전 정구영 검찰총장은 오전기자간담회에서 "검찰의 명예를 걸고 체제 수호 차원에서 강력하게 대처할 것이다"라고 발표했다. 6월 5일 아침 정구영 검찰총장은 특별 기자회견을 통해 '6월 3일 외국어대 학생들의 정원식 총리서리 집단 폭행 사건은 국가 공권력에 대한 중대한 도전'이라며 폭행 주동자 및 가담자들을 가려내 엄단할 것을 서울지검에 긴급 지시했다.
검찰과 경찰의 합동 수사본부가 조직되고 6월 5일 오전 외국어대학교 주변에서 검문검색을 시작, 교내 주변을 탐문수사하여 정원식 규탄시위에 참여한 학생 310명을 체포, 바로 연행하였다. 이 중 핵심 주동자 64명을 철야조사하였다.

## 사태 종료 후

### 여파
6월 5일 310명에 대한 구속과 동시에, 사건 직후 종적을 감춘 한국외국어대학교 총학생회 회장 정원택(鄭原宅, 외대 경제학과 4학년), 총학 부학생회장 김경하(金慶夏, 외대 중국어학과 4학년), 외대 교지 편집장 홍용희, 총학생회 문화부장 백경선, 한국외대 상경대학 학생회장 박상우 등 5명을 수배하였다. 한국외대 당국은 수배 24시간도 안되어 이들을 제적처리했다. 그러나 나머지 5명을 찾지 못했고, 6월 6일부터 이들 중 최후의 2인인 정원택과 김경하가 체포되기 전까지 서울특별시내에는 특별 검문검속이 계속되었다.
도피중이던 5명 중 1명은 6월 7일 자수했고, 다른 2명은 불심검문에 의해 검거되었고, 끝까지 피신중이던 총학회장 정원택, 부총학회장 김경하는 11월 2일 서울 청량리동에서 검거되었다. 그 뒤 비밀리에 은신하던 이들은 9월초 경희대학교에 은신해있다는 제보를 받은 경찰의 출동으로 경희대학교 교내에 진입,한의대와 법대건물을 수색하던 중 운동권 학생들과의 물리적 폭력 사태가 빚어졌다.
9월 5일에는 사복경찰관들이 비밀리에 수사하던 중 경희대내 운동권 학생들에게 들키면서 경희대학교 교내 수색에 반발한 운동권 학생 50여 명이 근처 청량리경찰서 관내 파출소를 습격했다. 9월 5일 오후 2시 20분경 학생들 50여 명은 청량리경찰서 회기파출소에 몰려가 파출소를 향해 화염병 30여 개를 던지며 항의시위를 했다. 학생들의 시위가 계속 늘어나자 당시 근무자 5명은 파출소 셔터를 내린 뒤 건물 3층에서 M16소총 10발과 38구경 권총 12발 등 22발의 공포탄과 최루가스를 던져 학생 시위대를 겨우 해산시켰다.
11월 2일 외대 교내 축제인 시월제에 참석했다가 하오 9시경 비밀리에 동료학생이자 동양어대학 학생회 회장 직무대리 정영학(鄭泳學, 21세, 외대 이란어학과 3학년)이 운전하는 엘란트라 서울 1투 9897호 승용차로 피신하던 중 신이문파출소에서 불심검문에 검거되어 청량리경찰서로 인계되었다. 이들은 12월 법원에 송치되어 재판받게 된다.

### 결과
12월 17일 오전 10시 30분 서울지방법원 북부지원 형사합의 1부 심리에서 서울지방검찰청 북부지청 특수부(검사 박태규)는 공판에서 폭력행위 가중처벌법 등 처벌에 관한 법률 위반죄를 적용, 정원택에게는 징역 7년, 부학회장 김경하는 징역 5년, 조진한(23, 외대 불어불문학과 3학년) 등에게는 징역 3년을, 기타 학생들에게는 집행유예와 훈방조치를 내렸다. 그 뒤 항소심에서 12월 30일 서울지법 북부지원 합의 1부(재판장 강병섭 부장판사)는 최종선고공판에서 정원택 등에게는 징역 3년 6개월, 백경선 등 3명에게는 징역 2년 6개월~2년 등, 다른 7명은 집행유예가 선고되어 석방되고, 나머지에게는 훈방조치 등의 판결을 내렸다.
정원식 교수가 달걀을 맞으니까 '군사부일체' 논리가 터져 나와 사회적으로 큰 파문을 몰고 왔다. 1980년대 중반까지만 해도 군사정권의 영향과 유교적 권위주의, 성리학적인 가치관이 일부 잔존하고 있었기 때문이었다.
총학생회장을 비롯한 당사자들이 구속되고 외대생 수십명이 연행되었으며 이들은 스승도 모르는 패륜아로 몰리면서 전 사회에 큰 파장을 몰고 왔었다. 대통령 노태우는 학생들 처벌을 주문하였으나 정원식은 선처를 호소한다며 '학생들을 용서하고 자신에게 회초리를 들어야 한다'고 소감을 밝히는 것으로 사태는 종결되었다.
그러나 달걀 투척을 주도한 사람들은 학교당국으로부터 제적 등의 징계를, 공안당국으로부터는 체포영장이 발부되어 쫓기는 신세로 전락했다.
1980년대 중반까지만 해도 대한민국에서는 군사부일체(君師父一體) 라는 유교 성리학적 가치관이 군사 독재정권의 권위주의적인 문화의 영향으로 오랫동안 잔존하고 있었다. 군사부일체 라는 유교 성리학적 가치관이 잔존하던 사회에서 대학 교수와 학교 교사(=제2의 부모)라는 사고가 한국 사회 저변에 만연하였으므로 하나의 충격을 주었다.
언론에서는 학생들을 '반인륜적 패륜아'로 규탄했고, 곧 유림단체의 학생운동가 규탄 성명서와 사회 원로들의 지탄 칼럼이 나돌았다. 이 사건으로 학생운동가들의 도덕성은 중대한 타격을 입게 된다.
정원식 계란 투척 사건이 외신에 보도되면서 국내외에 한국의 학생운동권에 대한 외신 여론이 악화되는 원인이 되었다. 또한 일부 반한 단체나 반한 인사들의 대한민국에 부정적인 이미지를 덧씌우는 것과, 한국 공격의 소재의 하나로 활용되기도 했다. 2006년 12월 14일 그에게 밀가루와 달걀을 투척했던 당시 한국외국어대 학생들은 명예회복 조치 되었다. 뒤에 정원식에게 달걀 투척을 한 부산대학교 학생이 민주화 운동가로 보상을 받아 또한차례 논란의 여지를 불러오기도 했다.

### 영향
학생들이 선생을 멱살을 잡고 발로 밟고 면상을 때린 것, 달걀과 밀가루 투척 역시 충격이었지만 페인트와 깨진 유리조각과 인분까지 집중 투척되었다는 점이 대대적으로 보도되면서 학생운동권에 대한 사회적인 반감과 악영향을 초래하였다. 보수 세력은 학생운동권이 마르크스와 레닌, 스탈린의 폭력성을 대대적으로 홍보하는 동시에 목적달성을 위해서는 수단과 방법을 가리지 않는 마키아밸리즘적인 사상까지 갖춘 비인간적이고 패륜적인 집단이라고 홍보하였다.
정원식 사건을 계기로 대학생, 고등학생까지 참여한 군사정권 퇴진, 노태우 살인독재 퇴진 구호는 순식간에 사그라들었다. 순식간에 대역죄인이 돼버린 학생들에게는 어떠한 반론의 기회도 주어지지 않았고, 당시 달걀 투척을 주도한 사람들은 학교당국으로부터 제적 등의 징계를, 공안당국으로부터는 체포영장이 발부되어 쫓기는 신세로 전락했다. 그 이후 정국의 상황은 급반전 되었다. 동시에 공안정국이 조성되기도 했다.
거의 매주 토요일 서울시내가 아수라장이 되던 시위가 거짓말처럼 사라졌고, 무엇보다도 2주 뒤 치러졌던 지자체 선거에서 집권 민자당이 전라남도, 전라북도, 광주직할시 등 호남을 제외한 전 지역에서 승리하면서 정국주도권을 굳건히 유지할 수 있었다. 또한 학생운동권들을 숨겨주거나 함께 시위에 참여하던 시민들의 시선 역시 냉소적으로 변하였다.
1987년의 6월 항쟁과 1987년 11월의 제도권 정치 편입 이후 그 열기를 이어가려던 학생운동권에게 부미방 사건 당시 유언비어 날조 와 강기훈 유서대필 사건에 이어 또하나의 치명타로 작용했다. 이후 1998년 IMF를 기점으로 각 대학 내 학생운동권이 몰락하는데, 이 사건을 학생운동권 몰락의 시발점으로 간주하기도 한다.

## 의미
이 사건과 전교조 등 관련 사건에 대한 사회적인 토론이 맞물리면서 교육자도 일종의 노동자 라는 견해와, 교수나 교사를 부모나 임금과 동격으로 보는 것은 시대착오적이라는 의견이 나오기 시작했다. 이후 대학 교수나, 학교 교사도 하나의 전문 직업인으로 보자는 의견이 한국사회에 나타나기 시작했다.

## 같이 보기
| - 제6공화국 - 제5공화국 - 전국교직원노동조합 - 정원식 - 오천석 - 노태우 - 현승종 - 오종렬 - 공무원 노동조합 - 이회창 - 9·28 사건 | - 문교부 - 군사부일체 - 성리학 - 부산 미국문화원 방화사건 - 김영삼 계란 투척 사건 - 이회창 계란 투척 사건 - 노무현 계란 투척 사건 - 강기훈 유서대필 사건 - 경희대 패륜녀 사건 - 연세대 패륜남 사건 - 연세대 막말남 사건 | - 정치 테러 - 죽음의 굿판 - 김지하 - 분신정국 |